# Miconia labiakiana
Miconia labiakiana är en tvåhjärtbladig växtart som beskrevs av Renato Goldenberg och C. V. Martin. Miconia labiakiana ingår i släktet Miconia och familjen Melastomataceae. Inga underarter finns listade i Catalogue of Life.